# Publio Cornelio Scipione (console 16 a.C.)
Publio Cornelio Scipione (latino: Publius Cornelius Scipio; 48/46 a.C. – dopo il 2 a.C.) è stato un politico romano, che ricoprì la carica di console nel 16 a.C..
Figlio di Publio Cornelio Scipione Salvitone e di Scribonia, era il fratello di Cornelia Scipione e il fratellastro maggiore di Giulia maggiore, figlia di Scribonia e Augusto. Scipione affermava di essere un discendente di Scipione l'Africano e di questo si vantava. Se suo padre Publio Cornelio Scipione Salvitone era figlio di Metello Scipione, allora questo vanto ha sicuramente basi reali.
Fu console per l'anno 16 a.C., lo stesso della morte della sorella Cornelia: il poeta Properzio scrisse una elegia per Cornelia, in cui lodava la sua famiglia, inclusi Scipione e Scribonia. Nel 2 a.C. venne esiliato assieme a molti altri da Augusto, con l'accusa di tradimento e di adulterio con la sorellastra Giulia.
Ebbe una sola figlia, Cornelia Africana, che sposò il cavaliere romano Aulo Giulio Frontino, molto probabilmente i nonni del meglio noto Sesto Giulio Frontino, governatore della Britannia nel 70, membro del Collegio degli Auguri e autore del De aquaeductu..